# Saroba brunnea
Saroba brunnea är en fjärilsart som beskrevs av Swinhoe 1906. Saroba brunnea ingår i släktet Saroba och familjen nattflyn. Inga underarter finns listade.